# Jonathan Riley-Smith
Jonathan Riley-Smith (27. června 1938 Harrogate, North Yorkshire, Spojené království – 13. září 2016) byl britský historik specializující se především na dějiny křížových výprav.
Studoval na Eton College a na Trinity College na Univerzitě v Cambridge. Je členem Řádu maltézských rytířů.

## Publikace
- The Knights of St John in Jerusalem and Cyprus, c. 1050-1310. London : Macmillan, 1967.
- Ayyubids, Mamlukes and Crusaders. Selections from the Tarikh al-Duwal wa'l Muluk of Ibn al-Furat (with Ursula and Malcolm C. Lyons), 2 vols. (Cambridge, Heffer, 1971)
- The Feudal Nobility and the Kingdom of Jerusalem, 1174-1277. London : Macmillan, 1973.
- What Were the Crusades? London : Macmillan, 1977.
- The Crusades : Idea and Reality, 1095-1274. London : Edward Arnold, 1981. (spoluautor Louise Riley-Smith)
- The First Crusade and the Idea of Crusading. London ; Philadelphia : Athlone ; University of Pennsylvania Press, 1986.
- The Crusades : A Short History. London ; New Haven : Athlone ; Yale University Press, 1987.
- The Atlas of the Crusades (editor) (London and New York, Times Books/ Facts on File, 1991) - (translated into German and French)
- The Oxford Illustrated History of the Crusades (editor) (Oxford,Oxford University Press, 1995, paperback 1997) (now reissued as The Oxford History of the Crusades, paperback, 1999) - (translated into Russian, German and Polish)
- Cyprus and the Crusades (editor, with Nicholas Coureas) (Nicosia, Society for the Study of the Crusades and the Latin East and Cyprus Research Centre, 1995)
- Montjoie: Studies in Crusade History in Honour of Hans Eberhard Mayer (editor, with Benjamin Z. Kedar and Rudolf Hiestand) (Aldershot, Variorum, 1997)
- The First Crusaders, 1095-1131 (Cambridge, Cambridge University Press, 1997, paperback 1998, 2000)
- Hospitallers: The History of the Order of St. John (London, The Hambledon Press, 1999, also in paperback)
- Al seguito delle Crociate Rome (Di Renzo: Dialoghi – Uomo e Società), 2000
- Dei gesta per Francos: Etudes sur les croisades dιdiιes ΰ Jean Richard (editor, with M.Balard and B.Z.Kedar) Aldershot (Ashgate), 2001
- The Crusades, Christianity, and Islam (Columbia University Press, 2008)